# کینگستون اس‌ایی
کینگستون اس‌ایی (به انگلیسی: Kingston SE) یک شهرک در استرالیا است که در Kingston District Council واقع شده‌است.